# 21011 Johannaterlinden
21011 Johannaterlinden è un asteroide della fascia principale. Scoperto nel 1988, presenta un'orbita caratterizzata da un semiasse maggiore pari a 2,367136 UA e da un'eccentricità di 0,119703, inclinata di 5,195267° rispetto all'eclittica. Ha un diametro di 4,073 km.